# Улица Дункри
Улица Ду́нкри (эст. Dunkri tänav) — короткая (142 метра) улица в историческом районе Старый город Таллина (Эстония), идёт от Ратушной площади к улице Ратаскаэву.

## История
Часть древней дороги с таллинского городского рынка в Пярну.
Современное название улицы дано по имени местного жителя — повара Ханса Дункера. В XV веке называлась дорогой, которая ведёт от рынка мимо колодца к Св. Николаю, 10 лет позже — Маленькая улица за монетным двором. Фамилия Дункер в названии улицы также обыгрывалась как Дрункер (Пьяная), Дункель (Тёмная).
В советское время, в 1950—1963  годах, называлась улицей Эдуарда Вильде (эст. Eduard Vilde tänav), затем — улицей Вана-Тоома (эст. Vana-Tooma tänav). В 1989 году возвращено прежнее название — Дункри.

## Застройка улицы
- Дом 4 — жилой дом (XIV век)
- Дом 6 — жилой дом (XIV век)